# Opátka
Opátka – duży potok w dorzeczu Hornadu we wschodniej Słowacji. Cały tok na terenie Rudaw Słowackich, w granicach powiatu Koszyce-okolice. Długość 7,6 km.
Źródła na wysokości ok. 930 m n.p.m. na południowo-wschodnich stokach szczytu Okrúhla (1088 m n.p.m.) w Górach Wołowskich, w miejscu, w którym jej masyw wrasta w główny grzbiet Pasma Kojszowskiej Hali.
Tok źródłowy spływa początkowo w kierunku wschodnim, a następnie północno-wschodnim, głęboką, zalesioną doliną aż do pierwszych zabudowań wsi Opátka. Odtąd przybiera kierunek generalnie północny. Płynie dalej wąską doliną, którą biegnie droga do wspomnianej wsi, przybierając szereg dopływów, m.in. lewobrzeżne Zlámaný potok (spod przełęczy pod Súchym vrchom), Viničkový potok (spod przełęczy pod Krížym hrbom) i Zlatník (spod przełęczy Zemičky) oraz prawobrzeżny Košarisko (spod szczytu Predné holisko), po czym na wysokości 327 m n.p.m. uchodzi do długiej, wąskiej zatoki zbiornika zaporowego Ružín.
Pierwotnie, przed wybudowaniem zbiornika Ružín, uchodził ok. 1 km dalej do potoku Belá (jako jego lewobrzeżny dopływ).
Dolina źródłowego toku Opátki wąska, kręta, głęboko wcięta między grzbiety pasma Kojszowskiej Hali, nosi miejscową nazwę Romanová. W XVIII i XIX w. funkcjonowały w niej niewielkie huty miedzi. Do dziś czytelna jest w dolinie droga (słow. banská cesta), wiodąca przez przełęcz w głównym grzbiecie gór (Idčianske sedlo) do położonej po jej drugiej stronie miejscowości Zlatá Idka, skąd wożono rudę miedzi do hut.